# 諾沃西利區

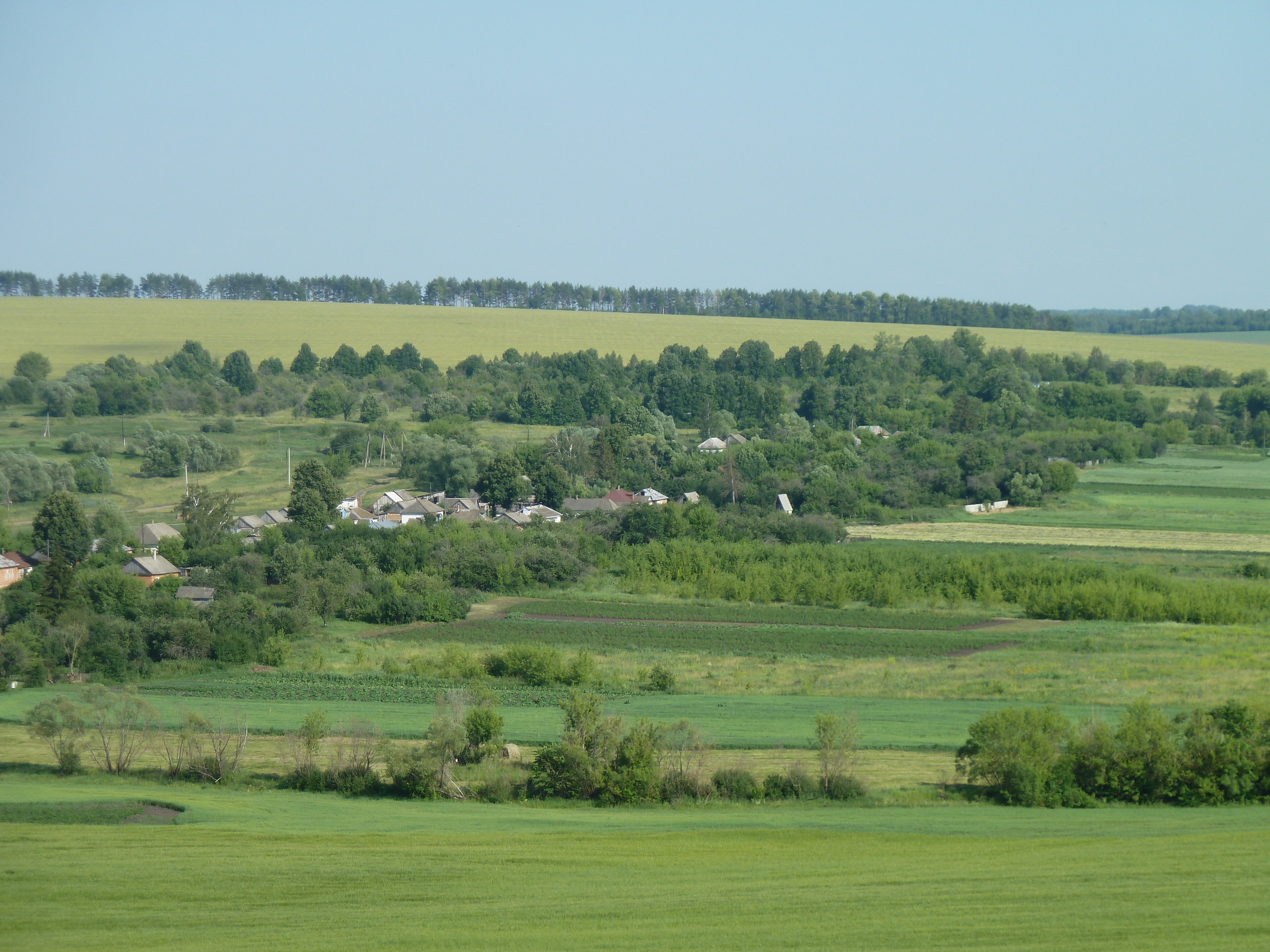

52°58′N 37°03′E / 52.967°N 37.050°E
諾沃西利區（俄语：Новосильский район），又译新錫利區，是俄羅斯的一個區，位於該國西南部，由奧廖爾州負責管轄，面積778.3平方公里，2010年該區人口8,561，人口密度每平方公里11人。